# Александровка (Комсомольський район)
Алекса́ндровка (рос. Александровка, чув. Александровски) — присілок у складі Комсомольського району Чувашії, Росія. Адміністративний центр Александровського сільського поселення.
Населення — 486 осіб (2010; 451 у 2002).
Національний склад:
- чуваші — 64 %
- росіяни — 29 %

## Відомі особистості
В поселенні народився:
- Кабалін Іван Андрійович (1923—1982) — радянський військовик.